# قائمة أفلام 2004

بوستر فلم شغف المسيح

## أعلى الأفلام ربحًا
| مرتبة | عنوان                   | موزع          | الإجمالي في جميع أنحاء العالم |
| ----- | ----------------------- | ------------- | ----------------------------- |
| 1     | شريك 2                  | حلم أعمال     | $ 919838758                   |
| 2     | هاري بوتر وسجين أزكابان | وارنر بروس    | $ 796668549                   |
| 3     | الرجل العنكبوت 2        | كولومبيا      | $ 783766341                   |
| 4     | الخارقون                | ديزني         | $ 633019734                   |
| 5     | شغف المسيح              | سوق جديد      | $ 611899420                   |
| 6     | بعد غد                  | 20 القرن فوكس | $ 544272402                   |
| 7     | تلبية Fockers           | عالمي         | $ 516642939                   |
| 8     | طروادة                  | وارنر بروس    | $ 497409852                   |
| 9     | حكاية سمك القرش         | حلم أعمال     | $ 367275019                   |
| 10    | اوشن 12                 | وارنر بروس    | $ 362744280                   |

## أحداث
| شهر          | يوم | حدث |
| كانون الثاني | 25  | جوائز غولدن غلوب : الفائزون الرئيسيون هم "سيد الخواتم": عودة الملك وضائع في الترجمة . |
| كانون الثاني | 26  | تم الإعلان عن ترشيحات جائزة التوتة الذهبية ، وأهم الأفلام هي: - 9: جيجلي - 8: القط في القبعة - 8: من جوستين إلى كيلي - 7: ملائكة تشارلي: خنق كامل |
| كانون الثاني | 27  | تم الإعلان عن ترشيحات جوائز الأوسكار، وأبرز الأفلام هي: - 11: سيد الخواتم: عودة الملك - 10: الربان والقائد: الجانب البعيد عن الوطن - 7: الجبل البارد - 7: سيبيسكيت - 6: نهر غامض |
| شهر فبراير   | 4   | جوائز الإمبراطورية التاسعة : الفائزون الرئيسيون هم: الحب الحقيقي و سيد الخواتم: عودة الملك |
| شهر فبراير   | 15  | جوائز BAFTA : من بين الفائزين الرئيسيين سكارليت جوهانسون ، أفضل ممثلة وبيل موراي ، أفضل ممثل |
| شهر فبراير   | 22  | جوائز نقابة ممثلي الشاشة : تشارليز ثيرون ، الممثلة لأفضل ممثل أنثى، جوني ديب ، ممثل أفضل ممثل ذكر، تيم روبنز ، ممثل أفضل ممثل مساعد للذكور، رينيه زيلويغر ، الممثل لأفضل ممثل مساعد. |
| شهر فبراير   | 23  | يصبح سيد الخواتم: عودة الملك الفيلم الثاني في التاريخ الذي يبلغ إجمالي إيرادات شباك التذاكر على مستوى العالم أكثر من مليار دولار. |
| شهر فبراير   | 25  | ألام المسيح ، صورة ميل غيبسون السينمائية الرئيسية عن الأيام الأخيرة من حياة يسوع على الأرض، تفتح في زمن طويل أمام الصوم الكبير . |
| شهر فبراير   | 28  | هيمنت جيجلي على جوائز جولدن راسبري، حيث فازت بستة جوائز، منها أسوأ صورة، وأسوأ ممثلة ( جنيفر لوبيز ) ، أسوأ ممثل ( بن أفليك ) ، أسوأ مخرج ( مارتن بريست ) ، أسوأ فيلم سينمائي (بريست) وأسوأ زوجين على الشاشة ( لوبيز وأفليك). الأسوأ من نوعها هي جوائز الممثلة الممثلة ديمي مور عن ملائة تشارلي : خنق كامل والممثل سيلفستر ستالون عن دوره في فيلم الاطفال الجواسيس 3-دي: نهاية اللعبة . |
| شهر فبراير   | 29  | جوائز الأوسكار السادسة والسبعين : فيلم سيد الخواتم: عودة الملك يحصد على جائزة أفضل صورة وأفضل اخراج بالإضافة إلى تسع جوائز أخرى ليصبح المجموع 11 جائزة للأوسكار |
| قد           | 22  | فيلم فهرنهايت 9/11 ، فيلم وثائقي مثير للجدل لمايكل مور ، يفوز بالجائزة الأولى، Palme d'Or ، في مهرجان كان السينمائي . |
| يونيو        | 5   | أقيمت جوائز فيلم MTV لعام 2004 في استوديوهات Sony Pictures Studios في مدينة Culver City بولاية كاليفورنيا واستضافتها ليندسي لوهان . |
| يونيو        | 27  | فهرنهايت 9/11 يحطم الرقم القياسي لأعلى أرباح نهاية الأسبوع في الولايات المتحدة لفيلم وثائقي، وحقق 23.9 مليون دولار. واستمرار بكسب أكثر من 119 مليون دولار من أرباح شباك التذاكر المحلية. |
| أكتوبر       | 29  | تم إصدار أصوات العراق ، وهو أول فيلم وثائقي "توثيقي" تم إنشاؤه عن طريق إرسال كاميرات DV متعددة إلى المشاركين. |
| ديسمبر       | 13  | أعلنت رابطة مطبعة هوليوود الأجنبية عن المرشحين لجوائز غولدن غلوب لعام 2005 مع كوميديا جانبية حصلت على سبعة ترشيحات والممثلة جيمي فوكس مع ثلاثة عن عمله في كل من السينما والتلفزيون. |
| ديسمبر       | 21  | تعلن أكاديمية الفنون والعلوم السينمائية عن سبعة أفلام مؤهلة للحصول على جائزة الأكاديمية للآثار المرئية : - الطيار - اليو بعد الغد - هاري بوتر وسجين أزكابان - أنا روبوت - مسلسل يموني سنيكتس من الأحداث المؤسفة - كابتن السماء وعالم الغد - الرجل العنكبوت 2 |
| ديسمبر       | 28  | تعلن أكاديمية الفنون والعلوم السينمائية أن 267 فيلما تم إصدارها عام 2004 مؤهلة للنظر في جائزة الأوسكار لأفضل صورة . |

## جوائز
| الفئة / منظمة         | جوائز اختيار النقاد العاشر 10 يناير 2005 | 62 جوائز غولدن غلوب 16 يناير 2005  | 62 جوائز غولدن غلوب 16 يناير 2005  | المنتجين، الإدارة، ممثلي الشاشة، وجائزة نقابة الكتاب                        | 59th جوائز BAFTA 12 فبراير 2005                                             | جوائز الاوسكار ال 77 27 فبراير 2005                                         |
| الفئة / منظمة         | جوائز اختيار النقاد العاشر 10 يناير 2005 | دراما                              | موسيقي أو كوميدي                   | المنتجين، الإدارة، ممثلي الشاشة، وجائزة نقابة الكتاب                        | 59th جوائز BAFTA 12 فبراير 2005                                             | جوائز الاوسكار ال 77 27 فبراير 2005                                         |
| --------------------- | ---------------------------------------- | ---------------------------------- | ---------------------------------- | --------------------------------------------------------------------------- | --------------------------------------------------------------------------- | --------------------------------------------------------------------------- |
| أفضل فيلم             | بانحراف                                  | الطيار                             | بانحراف                            | الطيار                                                                      | الطيار                                                                      | مليون دولار طفل                                                             |
| أفضل مخرج             | مارتن سكورسيزي الطيار                    | كلينت ايستوود مليون دولار طفل      | كلينت ايستوود مليون دولار طفل      | كلينت ايستوود مليون دولار طفل                                               | مايك لي فيرا دريك                                                           | كلينت ايستوود طفل المليون دولار                                             |
| أفضل ممثل             | جيمي فوكس شعاع                           | ليوناردو ديكابريو الطيار           | جيمي فوكس شعاع                     | جيمي فوكس شعاع                                                              | جيمي فوكس شعاع                                                              | جيمي فوكس شعاع                                                              |
| أفضل ممثلة            | هيلاري سوانك مليون دولار طفل             | هيلاري سوانك مليون دولار طفل       | أنيت بينينغ كونها جوليا            | هيلاري سوانك مليون دولار طفل                                                | إيميلدا ستونتون فيرا دريك                                                   | هيلاري سوانك مليون دولار طفل                                                |
| أفضل ممثل مساعد       | كنيسة توماس هادن بانحراف                 | كليف أوين أقرب                     | كليف أوين أقرب                     | مورغان فريمان مليون دولار طفل                                               | كليف أوين أقرب                                                              | مورغان فريمان مليون دولار طفل                                               |
| أفضل ممثلة مساعدة     | فرجينيا مادسن بانحراف                    | ناتالي بورتمان أقرب                | ناتالي بورتمان أقرب                | كيت بلانشيت الطيار                                                          | كيت بلانشيت الطيار                                                          | كيت بلانشيت الطيار                                                          |
| أفضل سيناريو، تكييفها | بانحراف ألكساندر باين وجيم تايلور        | بانحراف ألكساندر باين وجيم تايلور  | بانحراف ألكساندر باين وجيم تايلور  | بانحراف ألكساندر باين وجيم تايلور                                           | بانحراف ألكساندر باين وجيم تايلور                                           | بانحراف ألكساندر باين وجيم تايلور                                           |
| أفضل سيناريو، الأصل   | بانحراف ألكساندر باين وجيم تايلور        | بانحراف ألكساندر باين وجيم تايلور  | بانحراف ألكساندر باين وجيم تايلور  | أشعة الشمس الأبدية للعقل النظيف تشارلي كوفمان ، ميشيل غوندري ، وبيير بيسموث | أشعة الشمس الأبدية للعقل النظيف تشارلي كوفمان ، ميشيل غوندري ، وبيير بيسموث | أشعة الشمس الأبدية للعقل النظيف تشارلي كوفمان ، ميشيل غوندري ، وبيير بيسموث |
| أفضل فيلم رسوم متحركة | الخارقون                                 | —                                  | —                                  | —                                                                           | الخارقون                                                                    | الخارقون                                                                    |
| أفضل نتيجة أصلية      | هوارد شور الطيار                         | هوارد شور الطيار                   | هوارد شور الطيار                   | —                                                                           | غوستافو سانتاولالا يوميات الدراجة النارية                                   | يان أب كاشمارك العثور على نيفرلاند                                          |
| أفضل أغنية أصلية      | " العادات القديمة تموت بقوة " الفى       | " العادات القديمة تموت بقوة " الفى | " العادات القديمة تموت بقوة " الفى | —                                                                           | —                                                                           | " الأوترو لادو ديل ريو " يوميات الدراجة النارية                             |
| أفضل فيلم لغة أجنبية  | البحر من الداخل                          | البحر من الداخل                    | البحر من الداخل                    | —                                                                           | يوميات الدراجة النارية                                                      | البحر من الداخل                                                             |

بالم دي أور (مهرجان كان السينمائي)

فهرنهايت 9/11 ، من إخراج مايكل مور ، الولايات المتحدة
الأسد الذهبي (مهرجان البندقية السينمائي)

فيرا دريك ، من إخراج مايك لي ، المملكة المتحدة
الدب الذهبي (مهرجان برلين السينمائي)

وجها لوجه ، إخراج فاتح أكين ، ألمانيا وتركيا

## لأول مرة الفيلم
- إميلي بلنت - صيفي من حب
- إدي كيهيل - معجزة
- جوش دوهاميل - صورة دوريان جراي
- ميغان فوكس - اعترافات ملكة الدراما المراهقة
- نيك فروست - شون أوف ذا ديد
- آمير هيرد - أضواء ليلة الجمعة
- جون هيدر - نابليون ديناميت
- إد هيلمز - Blackballed: The Bobby Dukes Story
- جونا هيل - أنا هاكابيس هارت
- توبي كيبيل - أحذية الرجل الميت
- بري لارسون - 13 اصبحت 30
- جيسون موموا - عطلة عائلة جونسون
- كريس باين - يوميات الأميرة 2: المشاركة الملكية
- أماندا سيفريد - فتيات لئيمات